# Veľké Zálužie
Veľké Zálužie es un municipio del distrito de Nitra en la región de Nitra, Eslovaquia, con una población estimada a final del año 2024 de 4320 habitantes.
Se encuentra ubicado en el centro-oeste de la región, en el valle del río Nitra (cuenca hidrográfica del Danubio) y cerca de la frontera con la región de Trnava.

## Demografía
| Año        | 1994 | 2004    | 2014    | 2024    |
| ---------- | ---- | ------- | ------- | ------- |
| Población  | 3642 | 3974    | 4159    | 4320    |
| Diferencia |      | +9,11 % | +4,65 % | +3,87 % |

| Año        | 2023 | 2024    |
| ---------- | ---- | ------- |
| Población  | 4315 | 4320    |
| Diferencia |      | +0,11 % |